# Goniagnathini
Los goniagnatinos (Goniagnathini) son una tribu de hemípteros auquenorrincos de la familia Cicadellidae.
Tiene los siguientes géneros.
- Goniagnathus Fieber, 1866
- Megalopsius Emeljanov, 1961
- Raunothus Dlabola, 1987
- Tamaricades Emeljanov, 1962
- Goniagnathus[2]